# Vaneza Oliveira
Vaneza Oliveira (12 de agosto de 1988) é uma atriz brasileira, conhecida por interpretar a personagem Joana na série 3%, da Netflix.

## Filmografia
- Perda (2021)
- Noturnos (2020-)
- 3% (2016-2020)
- Kairo (2018)
- Carcereiros (2019)
- Sobre rodas (2019)
- Chuteira Preta (2019)

## Teatro
- S I L V A (2022)

## Prêmios e indicações
| Ano  | Prêmio        | Categoria               | Nomeação | Resultado |
| ---- | ------------- | ----------------------- | -------- | --------- |
| 2020 | SB Awards     | Melhor Atriz Brasileira | 3%       | Indicada  |
| 2020 | Splash Awards | Melhor Atriz            | 3%       | Indicada  |